# Сиалкот (округ)
Сиалкот (урду ضِلع سيالكوٹ‎, англ. Sialkot District) — один из 36 округов пакистанской провинции Пенджаб. Административный центр — город Сиалкот.

## География
Сиалкот граничит с округами Гуджранвала и Шекхупура на юге, с округом Гуджрат на западе, с индийской союзной территорией Джамму и Кашмир на севере, с округом Наровал на востоке.

## Техсилы
Сиалкот занимает площадь 3,016 км² и разделен на пять техсилов:
- Сиалкот
- Пасрур
- Рая
- Даска
- Зафарвал